# Pleasant (fleuve)
Pour les articles homonymes, voir Pleasant.
Le fleuve Pleasant  (anglais : Pleasant River) est un cours d’eau du District de Timaru, dans la région d’Otago dans l’Île du Sud de la Nouvelle-Zélande.

## Géographie
Il prend naissance dans un pays de collines boisées près du Mont Trotter, à l’ouest de la ville de Palmerston. Il est alimenté par de nombreux petits torrents. Après avoir coulé de façon générale vers l’est, le cours d’eau tourne vers le sud à 2 km au sud de Palmerston, et atteint la mer via un estuaire à mi-chemin entre Shag Point et la ville de Waikouaiti.